# Hoya pubicenta
Hoya pubicenta är en oleanderväxtart som beskrevs av Kloppenb., G.Mend. och Ferreras. Hoya pubicenta ingår i släktet Hoya och familjen oleanderväxter. Inga underarter finns listade i Catalogue of Life.